# Val Bisoglio
Val Bisoglio (New York, 7 maggio 1926 – Los Olivos, 18 ottobre 2021) è stato un attore statunitense.

## Biografia
Nato in una famiglia di origini italiane, entrò nel mondo del cinema soltanto dopo i 30 anni. Recitò in numerose serie televisive degli anni settanta, tra le quali M*A*S*H, Roll Out, Kojak e Agenzia Rockford.
Bisoglio è più probabilmente conosciuto per aver interpretato il ristoratore Danny Tovo nella serie televisiva Quincy (1976-1983), con protagonista Jack Klugman, e per il ruolo di Frank Manero senior (padre del protagonista Tony Manero, interpretato da John Travolta) nel film La febbre del sabato sera (1977).
La sua ultima apparizione televisiva risale al 2002 in tre episodi della serie I Soprano, nel ruolo di Murf Lupo.

## Filmografia parziale

### Cinema
- Non si maltrattano così le signore (No Way to Treat a Lady), regia di Jack Smight (1968)
- La fratellanza (The Brotherhood), regia di Martin Ritt (1968)
- Il boss è morto (The Don Is Dead), regia di Richard Fleischer (1973)
- Hindenburg (The Hindenburg), regia di Robert Wise (1975)
- Candidato all'obitorio (St. Ives), regia di J. Lee Thompson (1976)
- La febbre del sabato sera (Saturday Night Fever), regia di John Badham (1977)
- Scusi, dov'è il West? (The Frisco Kid), regia di Robert Aldrich (1978)
- Diamonds, regia di John Asher (1999)

### Televisione
- The Nurses – serie TV, episodio 3x23 (1965)
- Hawk l'indiano (Hawk) – serie TV, episodio 1x13 (1966)
- Bonanza – serie TV, episodio 10x04 (1968)
- Ironside – serie TV, 3 episodi (1972-1974)
- Kojak – serie TV, episodio pilota (1973)
- Agenzia Rockford (The Rockford Files) – serie TV (1974-1977)
- Pepper Anderson agente speciale (Police Woman) – serie TV (1974-1978)
- Quincy – serie TV, 138 episodi (1976-1983)
- M*A*S*H – serie TV, 3 episodi (1981-1982)
- I Soprano (The Sopranos) – serie TV, 3 episodi (2002)

## Doppiatori italiani
- Silvano Piccardi in Quincy
- Alvise Battain in Scusi, dov'è il West?
- Arturo Dominici in Candidato all'obitorio e Tenente Kojak,il caso Nelson è suo
- Saverio Indrio in La febbre del sabato sera (2ª edizione)